# Chamdo (stad)
Chamdo of Qamdo is een stad in het arrondissement Chamdo, in de prefectuur Chamdo in het oosten van de Tibetaanse Autonome Regio en centraal in de cultuurhistorische provincie Kham. De afstand naar Lhasa is ongeveer 480 kilometer. De stad ligt op een heuveltop bij de samenkomst van de rivieren Ngon-chu en Dza-chu. Op de top van de heuvel, boven de stad, ligt het Jampalingklooster. De Ngon-chu en de Dza-chu vormen de Lancang, de bovenloop van de Mekong. De stad ligt op een hoogte van ongeveer 3400 meter.
Chamdo heeft ongeveer 80.000 inwoners, waarvan de meesten etnische Tibetanen. Een grote minderheid vormen de Chinezen. De twee bevolkingsgroepen leven gescheiden in hun eigen stadsdelen, de Tibetanen in het oude centrum en de Chinezen in het daaromheen gebouwde nieuwe stadsdeel.
Chamdo werd in 1909 ingenomen door de Chinese krijgsheer Zhao Erfeng, bijgenaamd "de slachter van Chamdo". In 1917 nam het Tibetaanse leger de stad weer in. Op 19 oktober 1950 was Chamdo de eerste grote stad die in handen van het Chinese leger viel bij de Chinese verovering van Tibet.

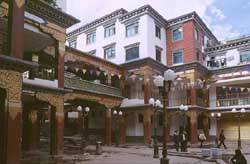
De stad Chamdo